# Kapsabet

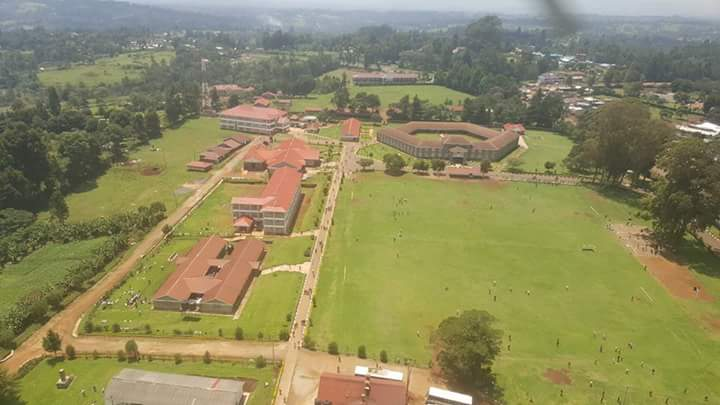
Luftaufnahme der Kapsabet High School

Kapsabet ist die Hauptstadt des kenianischen Nandi County mit 22.804 Einwohnern im Stadtgebiet und insgesamt 91.030 Einwohnern im ländlich geprägten Verwaltungsbezirk (2009). Kapsabet liegt 40 km südwestlich von Eldoret im Siedlungsgebiet der Nandi.

## Infrastruktur
Kapsabet verfügt über mehrere Primary und Secondary Schools und eine Schule für Gehörlose. Es gibt ein Krankenhaus mit 124 Betten.

## Religion
Kapsabet ist seit Juli 2025 Sitz des römisch-katholischen Bistums Kapsabet und gehört zur Diözese Eldoret der Anglikanischen Kirche. Diese betreibt das St. Pauls Theological College in Kapsabet.

## Söhne und Töchter der Stadt
- Naftali Bon (1945–2018), Sprinter und Mittelstreckenläufer
- Julius Sang (1948–2004), Sprinter
- Paul Kipkoech (1963–1995), Langstreckenläufer
- Peter Rono (* 1967), Mittelstreckenläufer
- Wilson Kipketer (* 1972), dänischer Mittelstreckenläufer kenianischer Herkunft
- Bernard Lagat (* 1974), US-amerikanischer Mitte- und Langstreckenläufer kenianischer Herkunft
- Janet Cherobon-Bawcom (* 1978), US-amerikanische Langstreckenläuferin, geboren in Kabirisang
- Reuben Seroney Kosgei (* 1979), Hindernisläufer
- Ali Hasan Mahboob (* 1981), bahrainischer Langstreckenläufer
- Rita Jeptoo Sitienei (* 1981), Langstreckenläuferin
- Janeth Jepkosgei Busienei, auch Chepkosgei (* 1983 in Kabirirsang bei Kapsabet), Mittelstreckenläuferin
- Pamela Jelimo, auch Chelimo (* 1989), Mittelstreckenläuferin
- Albert Rop (* 1992), bahrainischer Langstreckenläufer
- Aras Kaya (* 1994), türkischer Leichtathlet
- Alfred Kipketer (* 1996), Mittelstreckenläufer